# Sungha Jung
Sungha Jung (en coreano: 정성하) es un guitarrista surcoreano conocido tras su salto a la fama en YouTube. Jung crea arreglos y versiones acústicas de canciones populares, además de componer sus propias canciones, que publica en línea. Fue apodado el "Prodigio de la Guitarra" y "August Rush" en Corea, aunque prefiere ser conocido como un simple guitarrista, en lugar de un prodigio de la guitarra.

## Biografía
Jung Empezó a tocar la guitarra tras ver como lo hacía su padre. Inicialmente aprendió piano, pero lo encontraba aburrido, mientras que la forma en que su padre tocaba le parecía genial. Jung aprendió los fundamentos básicos de la guitarra de su padre, para después desarrollar sus habilidades intentando tocar las canciones que escuchaba. Su primer 'ídolo' era el guitarrista Kotaro Oshio, quien despertó su interés por el estilo punteado. Tras sus primeros vídeos en YouTube, consiguió un buen número de seguidores que pedían versiones de canciones (su cover de la banda sonora de Piratas del Caribe tiene más de 58 millones de visitas), convirtiendo a Jung en una sensación de Internet y atrayendo la atención de guitarristas de renombre. Jung ha recibido lecciones de guitarra de Hata Shuji, un conocido guitarrista de jazz japonés. También ha tenido como mentor al guitarrista alemán Ulli Bögershausen, a quien se refiere como su inspiración musical, y de quien aprendió a componer. Además de la guitarra acústica de cuerdas de metal y de la guitarra clásica, Jung toca la guitarra eléctrica, el ukelele, el piano y la guitarra de doce cuerdas además de cantar.

## Álbumes
Jung publicó su primer álbum Perfect Blue el 17 de junio de 2010, su segundo álbum Irony el 21 de septiembre de 2011 y su tercer álbum Paint it Acoustic el 15 de abril de 2013, todos ellos grabados en el estudio de Ulli Bögershausen en Alemania. Su último álbum, Monologue, fue lanzado el 28 de abril de 2014 y contiene en su mayoría canciones que el propio Jung compuso. Este último álbum fue grabado en Seúl y producido por él mismo. Jung también grabó un álbum con duetos de guitarra, que tituló The Duets y sacó al público en diciembre de 2012.

### Discografía
- Perfect Blue (junio de 2010)
- Irony (septiembre de 2011)
- The Duets (diciembre de 2012)
- Paint it Acoustic (abril de 2013)
- Monólogue (abril de 2014)
- Two of me (mayo - junio de 2015)
- L'Atelier (13 de mayo de 2016)
- Mixtape (12 de mayo de 2017)
- Andante (18 de mayo de 2018)